# Baltic Exchange
La Baltic Exchange (constituida como The Baltic Exchange Limited, también conocida como Bolsa Báltica o Bolsa del Báltico) es una organización de miembros de la industria marítima y un proveedor de información sobre el mercado de fletes para el comercio y la liquidación de contratos físicos y de derivados. Estaba ubicado en el 24-28 de St Mary Axe, Londres, hasta que el edificio fue destruido por un atentado en 1992, y ahora está ubicado en el 38 de St Mary Axe. Cuenta con más oficinas en Europa y en toda Asia.

## Historia
Su comunidad internacional de 650 empresas miembros engloba a la mayoría de los intereses marítimos mundiales y se compromete a respetar un código de conducta empresarial supervisado por la Baltic Exchange. Los miembros son responsables de una gran parte de las contrataciones de buques graneleros y cargueros, así como de la compra y venta de buques mercantes.
La Baltic Exchange tiene sus raíces en 1744 en el Virginia and Baltick Coffee House en Threadneedle Street, ya que las cafeterías inglesas de los siglos XVII y XVIII fueron lugares importantes para el intercambio de noticias entre comerciantes y capitanes. Se constituyó como una sociedad de responsabilidad limitada con acciones propiedad de sus miembros el 17 de enero de 1900. En noviembre de 2016, la Bolsa de Singapur (SGX) adquirió la Baltic Exchange. Su sede sigue estando en Londres.
La bolsa proporciona precios diarios del mercado de fletes e índices de costes de transporte marítimo que se utilizan para guiar a los comerciantes de fletes en cuanto al nivel actual de los diversos mercados mundiales de transporte marítimo, así como para fijar las tarifas de los contratos de fletes y liquidar los futuros de fletes (conocidos como acuerdos de fletes a término o FFA, por sus siglas en inglés). Aunque originalmente las operaciones se desarrollaban en una sala de comercio, las transacciones de los miembros de la bolsa se realizan hoy en día principalmente por teléfono.
El intercambio es la fuente de información de todo el mercado y publica siete índices diarios compuestos por una serie de rutas de fletes:
- Baltic Dry Index (BDI)
- Baltic Panamax Index (BPI)
- Baltic Capesize Index (BCI)
- Baltic Supramax Index (BSI)
- Baltic Handysize Index (BHSI)
- Baltic Dirty Tanker Index (BDTI)
- Baltic Clean Tanker Index (BCTI)

En 2025/26, el presidente será Guy Hindley y el director ejecutivo Mark Jackson.